# Обећана Недођија
Обећана Недођија (транслит.) је манга коју је написао Кају Шираи, а илустровала Посука Демизу. Серијализовала се од 1. августа 2016. до 15. јуна 2020. године у недељном манга часопису . Поглавља су сакупљена у 20 танкобона. Аниме адаптација коју је анимирао студио CloverWorks се емитовала од јануара 2019. до марта 2021. године са укупно 23 епизоде.

## Радња
Ема, Норман и Реј најбистрија су деца у сиротишту и воде пријатан живот под окриљем своје старатељке коју називају мајком. Увек их чека укусна храна, чиста одећа, имају добро окружење за учење и много пријатеља. Све у свему, живе безбрижно, чекајући да их усвоји нека породица пуна љубави. Али то је све илузија и трио ће једне вече сазнати кобну истину. Место које су цело детињство звало својим домом заправо је погубни затвор, а њихова вољена мама издајица.

## Манга
Мангу је написао Кају Шираи а илустровала Посука Демизу. Објављивала се од 1. августа 2016. до 15. јуна 2020. године у недељном манга часопису . Поглавља су сакупљена у 20 танкобона.
Издавачка кућа Лагуна преводи мангу на српски језик од 2025. године.

## Аниме
Манга је адаптирана у аниме серију од две сезоне у продукцији студија CloverWorks. Прва сезона се емитовала од 11. јануара до 29. марта 2019. године, а друга од 8. јануара до 26. марта 2021. године.